# Charles Lory
Pour les articles homonymes, voir Lory.

Charles Lory, né le 30 juillet 1823 à Nantes et mort le 3 mai 1889, est un géologue français.

## Carrière
Il est élu le 1er juillet 1869 à l'Académie des sciences, belles-lettres et arts de Savoie, avec pour titre académique Agrégé.
Président de la Société géologique de France en 1883, il fut aussi doyen de la Faculté des sciences de Grenoble.

## Bibliographie

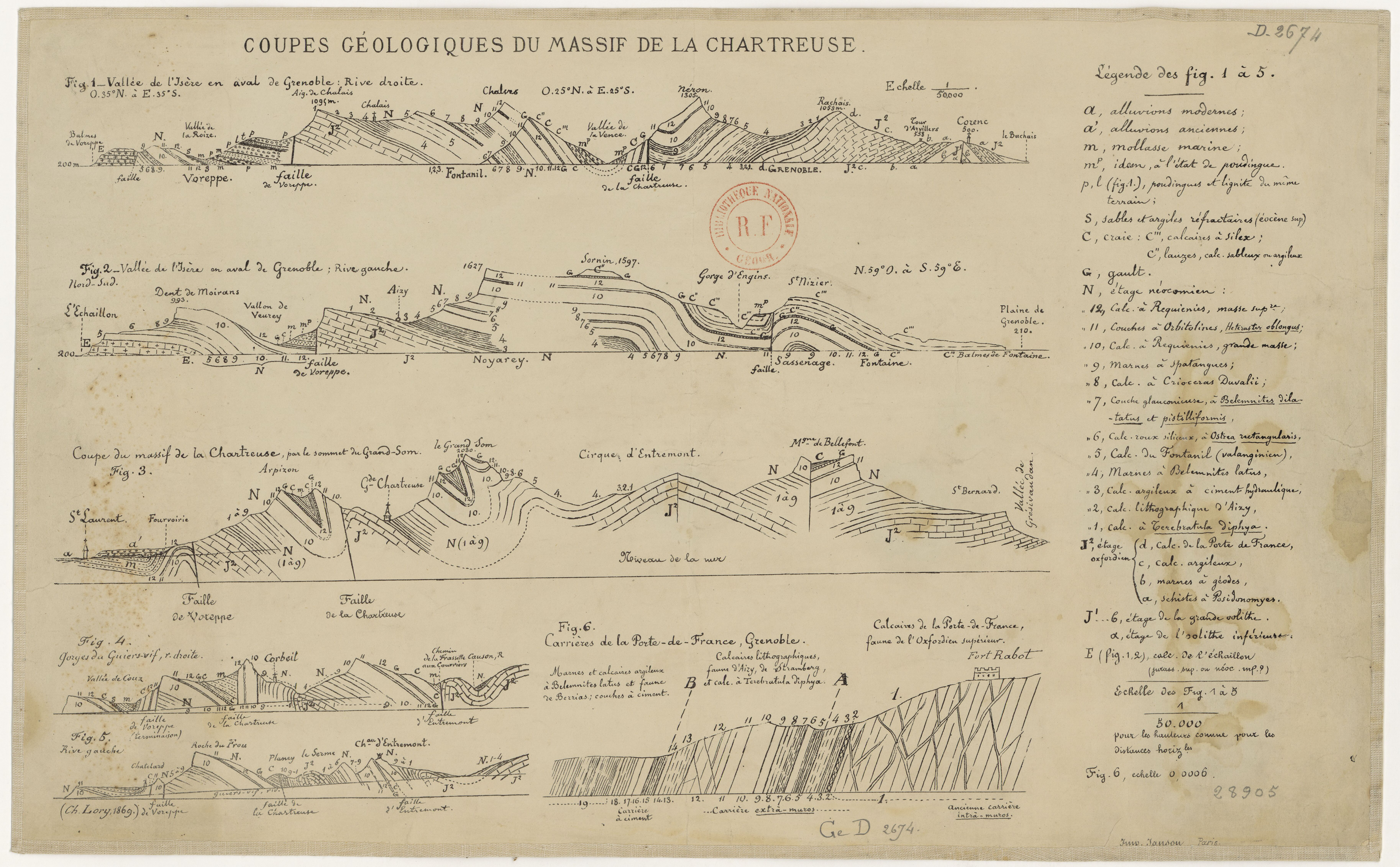
Coupes géologiques du massif de la Chartreuse (signé Ch. Lory)